# Храм Сабора српских светитеља у Канади
Храм Сабора српских светитеља у Мисисаги је српска православна црква која припада Епархији канадској.
Поред цркве се налази и Српски центар, зграда која је једно од главних места окупљања српске заједнице у Канади.
Црквено-школска општина Сабора српских светитеља, са три парохије, обухвата територију Мисисаге и оближњих места. Парохије се зову: друга торонтска, трећа торонтска и пета торонтска.

## Историја
Градња храма започета је 6. јуна 1983. године када је Црквено-школска општина Светог Саве у Торонту купила имање и оближњу зграду која убрзо бива преименована у Српски центар. Главни пројектант храма био је еминентни архитекта из Београда Предраг Пеђа Ристић. Пошто Ристић није добио дозволу за рад у Канади, архитекта из Торонта Милутин Копша је 17. јануара 1993. године добио уговор за пројектовање цркве. Камен-темељац је осветио и поставио патријарх српски Павле, приликом посете Канади 14. јуна 1994. године. Темеље новог храма осветио је епископ канадски Георгије, 26. новембра 1995. године. Изградња храма настављена је тек 1999. године. Градња је завршена 22. априла 2002. године. Црква је саграђена у византијском стилу, традиционалном за православне цркве. Има три ложе за хорове и руком израђен иконостас који је израђен у једном од најпознатијих сликарских атељеа у Београду. Основа храма је крст у квадрату са једном куполом изнад централног дела цркве.
Храм је осветио епископ канадски Георгије 15. јуна 2002. године уз саслужење митрополита загребачко-љубљанског Јована, митрополита црногорско-приморског Амфилохија, митрополита новограчаничког Лонгина, епископа британско-скандинавског Доситеја, епископа средњоевропског Константина, епископа браничевског Игнатија, епископа захумско-херцеговачког Григорија, митрополита грчке архиепископије Сотириоса (Атанасуласа), украјинског епископа Јурија, епископа Америчке цркве у Канади Серафима (Сторхајма) и уз присуство амбасадора СР Југославије Миодрага Перишића, министра вера Војислава Миловановића као и принца Александра и принцезе Катарине Карађорђевић.
Архијерејским благословом епископа канадског Георгија, први број парохијског часописа „Саборник” изашао је децембра 2008. године под уредништвом протојереја-ставрофора Првослава Пурића.
На дан десетогодишњице изградње храма 22. априла 2012. године на Светој архијерејској литургији предвођеном патријархом српским Иринејем у пратњи епископа канадског Георгија, епископа британско-скандинавског Доситеја и још тројица епископа других православних епархија у Канади, освећене су фреске у храму. Фрескопис су радили тројица фрескописаца из Београда под руководством иконографа и фрескописца Драгомира Драгана Марунића.
У овом храму је устоличен други по реду епископ канадски Митрофан, 18. септембра 2016. године.
У порти цркве је 31. јула 2022. године подигнут и освећен споменик (рад аутора и дародавца пројекта Љиљане Оташевић) посвећен генерацијама Срба који су сачували српско наслеђе и традицију у Канади више од стотину година.
Храм Сабора српских светитеља и Црква Светог Саве у Торонту чиниле су једну црквено-школску општину све до осамостаљења 2023. године.

## Српски центар
Непосредно поред цркве налази се Српски центар, зграда која је првобитно коришћена као школа када је изграђена 1921. године. Архитекте зграде били су Чарлс Велингтон Смит и Персивал Рос Рајт из Торонта. Зграда је редак пример неороманике у овом делу Канаде. Зграда је продата 1962. године онтаријском Министарству саобраћаја које је користило зграду до 1982. године. У власништву Епархије канадске је од 6. јуна 1983. године. Објекат је реновиран од 1984. до 1985. године да би у доњем нивоу укључио привремену капелу. У овој капели су одржавана богослужења до изградње Цркве Сабора српских светитеља. Архитекта Растко Мишић је пројектовао иконостас у капели, столари Живан Марковић и Синиша Гајић су га конструисали и освештао га је епископ канадски Георгије 23. маја 1989. године. Иконе на иконостасу иконописао је Драгомир Драган Марунић из Београда. Иконостас је касније премештен у Цркву Светог Архангела Гаврила у Ричмонд Хилу.
У Српском центру је 1990. године гостовао Јован Рашковић који је том приликом одржао предавање. У недељу 27. септембра 1992. године Свету литургију у капели Српског центра служио је епископ захумско-херцеговачки Атанасије који је после тога одржао беседу и предавање под називом „Срби на окуп”.
Патријарх српски Павле је 20. октобра 1992. године служио Свету архијерејску литургију у капели Српског центра. Уз бројно свештенство, саслуживали су чланови делегације Српске православне цркве: митрополит црногорско-приморски Амфилохије, митрополит средњозападноамерички Христофор, митрополит новограчанички Иринеј, епископ жички Стефан, епископ нишки Иринеј, епископ канадски Георгије и епископ источноамерички Митрофан.
Зграда Српског центра се води као споменик културе од марта 2024. године.

## Галерија
- Идејни нацрт храма
- Црква и оближњи Српски центар
- Иконостас цркве
- Полијелеј и део живописа
- Подизање споменика свим српским досељеницима, 2022. године